# Hồ sơ Lầu Năm Góc

Bản đồ các khu vực Việt Minh tại Bán đảo Đông Dương vào tháng 11 năm 1950 của Cơ quan Tình báo Trung ương trong Hồ sơ Lầu Năm Góc

Hồ sơ Lầu Năm Góc, tên chính thức là Báo cáo của Tổ công tác Việt Nam thuộc Văn phòng Bộ trưởng Quốc phòng, là hồ sơ lịch sử của Bộ Quốc phòng Hoa Kỳ về can thiệp của Hoa Kỳ trong Chiến tranh Việt Nam từ năm 1945 đến năm 1968. Daniel Ellsberg, người từng tham gia nghiên cứu công trình này, công bố bộ hồ sơ trên trang nhất của tờ báo The New York Times vào năm 1971, gây chấn động dư luận Hoa Kỳ.
Hồ sơ Lầu Năm Góc tiết lộ rằng Hoa Kỳ đã mở rộng phạm vi can thiệp trong Chiến tranh Việt Nam bằng cách bí mật tiến hành các cuộc đột kích ven biển vào Việt Nam Dân chủ Cộng hòa và triển khai Thủy quân Lục chiến. Ellsberg ban đầu bị buộc tội âm mưu, gián điệp và trộm cắp tài sản nhà nước vì tiết lộ Hồ sơ Lầu Năm Góc, nhưng được thả sau khi các điều tra viên vụ bê bối Watergate phát hiện ra rằng Nixon đã ra lệnh cho thuộc cấp thực hiện các hành vi trái pháp luật nhằm làm mất uy tín của Ellsberg.
Tháng 6 năm 2011, toàn bộ Hồ sơ Lầu Năm Góc được giải mật và công bố.

## Nội dung

Hồ sơ Lầu Năm Góc trên bìa tạp chí Time.

Ngày 17 tháng 6 năm 1967, Bộ trưởng Quốc phòng Hoa Kỳ Robert McNamara thành lập Tổ công tác nghiên cứu Việt Nam, có nhiệm vụ biên soạn một "lịch sử bách khoa về Chiến tranh Việt Nam". McNamara tuyên bố rằng ông muốn lưu lại một bộ hồ sơ cho sử sách để những chính quyền về sau tránh mắc lại những sai lầm tương tự, nhưng Leslie H. Gelb, giám đốc Hoạch định chính sách tại Lầu Năm Góc, phản bác rằng McNamara chỉ sau này mới nghĩ ra lý do đó. McNamara nói với Bộ trưởng Ngoại giao Dean Rusk rằng ông chỉ yêu cầu Tổ công tác thu thập tài liệu chứ không phải nghiên cứu tài liệu. McNamara không thông báo cho Tổng thống Lyndon B. Johnson hoặc  Dean Rusk về công trình nghiên cứu. Có thông tin cho rằng McNamara dự định giao công trình cho người bạn của ông, Robert F. Kennedy, nhằm giúp ông tranh thủ đề cử tổng thống của Đảng Dân chủ vào năm 1968. McNamara phủ nhận điều này, nhưng thừa nhận rằng ông đáng lẽ nên thông báo cho Johnson và Rusk.
McNamara không dùng các nhà sử học trong Bộ Quốc phòng mà giao cho Trợ lý Bộ trưởng Quốc phòng John McNaughton nhiệm vụ thu thập tài liệu và yêu cầu hoàn thành công trình chậm nhất là ba tháng. Tháng 6 năm 1967, McNaughton qua đời trong một vụ tai nạn máy bay và quan chức Bộ Quốc phòng Les Gelb tiếp quản công trình nghiên cứu.
Tập thể nghiên cứu gồm 36 nhà phân tích, trong đó một nửa là sĩ quan tại ngũ, nửa còn lại là các học giả và công chức liên bang. Một số nhà phân tích nổi bật bao gồm Daniel Ellsberg, Morton Halperin, Paul Warnke, Paul F. Gorman và John Galvin, nhà sử học Melvin Gurtov, các nhà kinh tế Hans Heymann, Richard Moorstein và Richard Holbrooke. Danh sách câu hỏi của McNamara gửi cho tập thể nghiên cứu gồm 100 vấn đề, ví dụ như "Số lượng thương vong của địch đáng tin cậy đến mức nào? Các chương trình bình định vùng nông thôn Việt Nam có hiệu quả không? Cơ sở cho khoảng cách tín nhiệm của Tổng thống Johnson là gì? Hồ Chí Minh có phải là một Tito châu Á không? Hoa Kỳ có vi phạm Hiệp định Genève về Đông Dương không?"
Tập thể nghiên cứu chủ yếu sử dụng các hồ sơ có sẵn tại Văn phòng Bộ trưởng Quốc phòng. Để giữ bí mật công trình nghiên cứu, các nhà phân tích không phỏng vấn hoặc tham khảo ý kiến của Quân đội Hoa Kỳ, Nhà Trắng hoặc các cơ quan liên bang khác; ngay cả Cố vấn An ninh Quốc gia Walt Rostow cũng không biết về công trình của McNamara.
Tháng 2 năm 1968, McNamara từ chức bộ trưởng Bộ Quốc phòng. Tổ công tác trình báo cáo lên người kế nhiệm ông là Clark Clifford vào ngày 15 tháng 1 năm 1969, năm ngày trước lễ nhậm chức của Richard Nixon, nhưng ông nói rằng ông chưa bao giờ đọc nó. Năm 1991, Gelb cho biết ông trình báo cáo lên McNamara vào đầu năm 1969, nhưng McNamara không đọc nó. Năm 2018, Gelb vẫn không biết liệu McNamara đã đọc báo cáo này chưa.
Công trình nghiên cứu gồm 47 tập, 3.000 trang phân tích lịch sử và 4.000 trang tài liệu gốc. Bộ hồ sơ được phân loại "Tuyệt mật - Nhạy cảm". Tổ công tác in 15 bản. Gelb, Morton Halperin và Paul Warnke đưa hai bản cho tổ chức think tank RAND Corporation với điều kiện chỉ được phép truy cập bộ hồ sơ nếu ít nhất hai trong ba người đồng ý.

### Chủ đề
Hồ sơ Lầu Năm Góc gồm 47 tập:

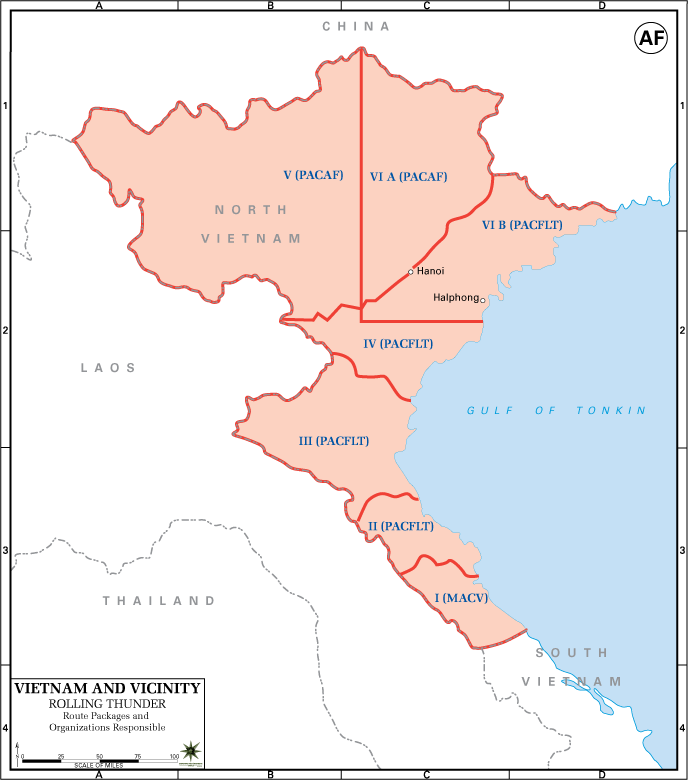
Các khu vực ném bom tại Việt Nam Dân chủ Cộng hòa trong Chiến dịch Sấm Rền, được đề cập trong Hồ sơ Lầu Năm Góc

I. Việt Nam và Hoa Kỳ, 1940–1950 (1 tập)
A. Chính sách của Hoa Kỳ, 1940–50
B. Bản chất và sức mạnh của Việt Minh
C. Hồ Chí Minh: Tito của châu Á?
II. Can thiệp của Hoa Kỳ trong Chiến tranh Pháp – Việt Minh 1950–1954 (1 tập)
A. Hoa Kỳ, Pháp và chủ nghĩa dân tộc Việt Nam
B. Tiến tới một giải pháp đàm phán
III. Hiệp định Genève (1 tập)
A. Kế hoạch quân sự và thủ đoạn ngoại giao của Hoa Kỳ
B. Vai trò và nghĩa vụ của Quốc gia Việt Nam
C. Lập trường của Việt Minh và chiến lược Trung–Xô
D. Mục đích của Hiệp định Genève
IV. Diễn biến của cuộc chiến (26 tập)
A. Chương trình viện trợ quân sự của Hoa Kỳ cho Diệm: Cam kết của Eisenhower, 1954–1960 (5 tập)
1. NATO và SEATO: Một nghiên cứu so sánh
2. Viện trợ cho Pháp tại Đông Dương, 1950–54
3. Hoa Kỳ và Pháp rút quân khỏi Việt Nam, 1954–56
4. Hoa Kỳ huấn luyện Quân đội Quốc gia Việt Nam, 1954–59
5. Nguồn gốc của cuộc nổi loạn
B. Chống nổi loạn: Cam kết của Kennedy, 1961–1963 (5 tập)
1. Cam kết và chương trình của Kennedy, 1961
2. Chương trình Ấp Chiến lược, 1961–63
3. Tăng cường cố vấn quân sự, 1961–67
4. Hoa Kỳ rút quân theo từng giai đoạn khỏi Việt Nam, 1962–64
5. Lật đổ Ngô Đình Diệm, tháng 5 – tháng 11 năm 1963
C. Can thiệp trực tiếp: Cam kết của Johnson, 1964–1968 (16 tập)
1. Chương trình của Hoa Kỳ tại Nam Việt Nam, tháng 11 năm 1963 – tháng 4 năm 1965: NSAM 273 – NSAM 288 – Honolulu
2. Áp lực quân sự chống lại Bắc Việt Nam (3 tập)
a. Tháng 2 – tháng 6 năm 1964
b. Tháng 7 – tháng 10 năm 1964
c. Tháng 11 – tháng 12 năm 1964
3. Chiến dịch Sấm Rền bắt đầu: tháng 1 – tháng 6 năm 1965
4. Đơn vị chiến đấu của Thủy quân Lục chiến đổ bộ Đà Nẵng, tháng 3 năm 1965
5. Giai đoạn I trong việc tăng cường lực lượng của Hoa Kỳ: tháng 3 – tháng 7 năm 1965
6. Chiến lược bộ binh và triển khai lực lượng của Hoa Kỳ: 1965–1967 (3 tập)
a. Tập I: Giai đoạn II, Chương trình 3, Chương trình 4
b. Tập II: Chương trình 5
c. Tập III: Chương trình 6
7. Không chiến tại miền Bắc: 1965–1968 (2 tập)
a. Tập I
b. Tập II
8. Tăng cường bình định: 1965–1967
9. Quan hệ Hoa Kỳ – Việt Nam Cộng hòa (2 tập)
a. Tập 1: tháng 12 năm 1963 – tháng 6 năm 1965
b. Tập 2: tháng 7 năm 1965 – tháng 12 năm 1967
10. Khảo sát thống kê về cuộc chiến tại miền Bắc và miền Nam: 1965–1967
V. Lý lẽ biện minh cho cuộc chiến (11 tập)
A. Tuyên bố công khai (2 tập)
Tập I:
A – Chính quyền Truman
B – Chính quyền Eisenhower
C – Chính quyền Kennedy
Tập II:
D – Chính quyền Johnson
B. Tài liệu nội bộ (9 tập)
1. Chính quyền Roosevelt
2. Chính quyền Truman: (2 tập)
a. Tập I: 1945–1949
b. Tập II: 1950–1952
3. Chính quyền Eisenhower: (4 tập)
a. Tập I: 1953
b. Tập II: 1954–Genève
c. Tập III: Hiệp định Genève – 15 tháng 3 năm 1956
d. Tập IV: Pháp rút quân năm 1956 – 1960
4. Chính quyền Kennedy (2 tập)
a. Tập I
b. Tập II
VI. Giải quyết xung đột (6 tập)
A. Đàm phán, 1965–67: Hồ sơ công khai
B. Đàm phán, 1965–67: Tuyên bố lập trường
C. Lịch sử liên lạc (4 tập)
1. 1965–1966
2. Kênh Ba Lan
3. Kênh Moskva – Luân Đôn
4. 1967–1968

### Mục tiêu thật sự của Chiến tranh Việt Nam: ngăn chặn Trung Quốc
1. Mặt trận Nhật Bản–Triều Tiên,
2. Mặt trận Ấn Độ–Pakistan, và
3. Mặt trận Đông Nam Á

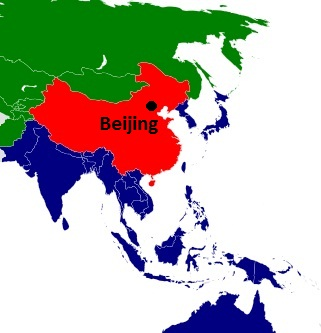
Theo Bộ trưởng Quốc phòng Hoa Kỳ Robert McNamara, chính sách ngăn chặn Trung Quốc của Hoa Kỳ là một chiến lược lâu dài nhằm bao vây Trung Quốc bằng Liên Xô, các quốc gia vệ tinh của Liên Xô và:

Mặc dù Tổng thống Johnson tuyên bố công khai rằng mục đích của Chiến tranh Việt Nam là bảo vệ một "Nam Việt Nam độc lập, không Cộng sản", một bản ghi nhớ tháng 1 năm 1965 của Trợ lý Bộ trưởng Quốc phòng John McNaughton nêu rằng lý do thật sự là "không phải để giúp bạn bè mà là để ngăn chặn Trung Quốc".
Ngày 3 tháng 11 năm 1965, Bộ trưởng Quốc phòng McNamara gửi một bản ghi nhớ cho Johnson giải thích những chính sách quan trọng của Hoa Kỳ liên quan đến sự can thiệp tại Việt Nam. Bản ghi nhớ tiết lộ lý do thật sự của Chiến dịch Sấm Rền:
Quyết định ném bom Bắc Việt Nam vào tháng 2 và việc phê duyệt Giai đoạn I của việc triển khai lực lượng vào tháng 7 có mục đích giúp Hoa Kỳ thực hiện chính sách ngăn chặn Trung Quốc lâu dài.

McNamara cho rằng Trung Quốc có tham vọng đế quốc giống như Đế quốc Đức, Đức Quốc Xã, Đế quốc Nhật Bản và Liên Xô và đang âm mưu "thu phục toàn bộ châu Á" chống lại Hoa Kỳ:
Trung Quốc—giống như Đức vào năm 1917, giống như Đức ở phương Tây và Nhật Bản ở phương Đông vào cuối thập niên 1930, và giống như Liên Xô vào năm 1947—hiện ra như một cường quốc có khả năng làm suy yếu tầm quan trọng, sức mạnh của chúng ta trên thế giới và, mặc dù rất xa nhưng không kém phần nguy hiểm, thu phục toàn bộ châu Á chống lại chúng ta.

Để bao vây Trung Quốc, Hoa Kỳ phải thiết lập "ba mặt trận":
Có ba mặt trận trong chiến lược lâu dài nhằm ngăn chặn Trung Quốc (vì Liên Xô "ngăn chặn" Trung Quốc ở phía bắc và tây bắc):
(a) mặt trận Nhật Bản–Triều Tiên;
(b) mặt trận Ấn Độ–Pakistan; và
(c) mặt trận Đông Nam Á.

Tuy nhiên, McNamara thừa nhận rằng chính sách ngăn chặn Trung Quốc sẽ tiêu tốn một lượng lớn thời gian, tiền bạc và sinh mạng của Hoa Kỳ.

### Can thiệp vào nội bộ Việt Nam
Ngay từ trước sự kiện Vịnh Bắc Bộ, chính phủ Hoa Kỳ đã gián tiếp can thiệp vào nội bộ của Việt Nam bằng cách cử cố vấn hoặc quân nhân để huấn luyện binh lính Nam Việt Nam:
- Dưới thời Tổng thống Harry S. Truman, Hoa Kỳ viện trợ cho Pháp chống lại Việt Minh trong Chiến tranh Đông Dương.
- Dưới thời Tổng thống Dwight D. Eisenhower, Hoa Kỳ đóng "vai trò trực tiếp trong sự sụp đổ của Hiệp định Genève" bằng cách giúp Việt Nam Cộng hòa và ngấm ngầm phá hoại Việt Nam Dân chủ Cộng hòa.
- Dưới thời Tổng thống John F. Kennedy, Hoa Kỳ thay đổi chính sách Việt Nam từ một "canh bạc" nhỏ thành một "cam kết" rộng.
- Dưới thời Tổng thống Johnson, Hoa Kỳ tiến hành các hoạt động quân sự bí mật chống lại Việt Nam Dân chủ Cộng hòa để bảo vệ Việt Nam Cộng hòa.

#### Hoa Kỳ ủng hộ Ngô Đình Diệm lên nắm quyền

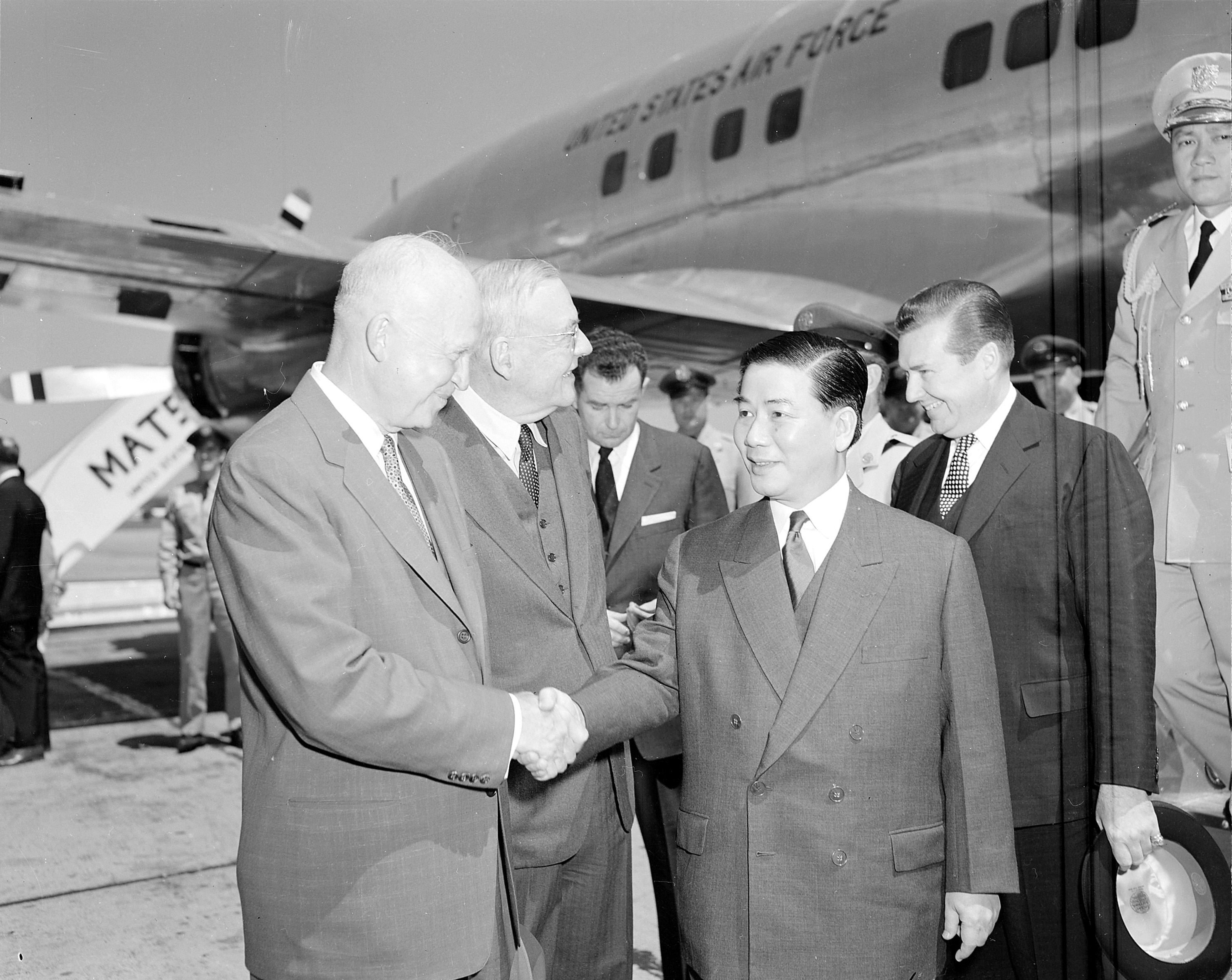
Tổng thống Hoa Kỳ Dwight D. Eisenhower đón tiếp Tổng thống Việt Nam Cộng hòa Ngô Đình Diệm năm 1957. Theo Hồ sơ Lầu Năm Góc, Hoa Kỳ giúp Ngô Đình Diệm lên nắm quyền tại miền Nam Việt Nam

Hồ sơ Lầu Năm Góc khẳng định rằng sự tồn tại của Việt Nam Cộng hòa là nhờ Hoa Kỳ:
Chúng ta phải lưu ý rằng Việt Nam Cộng hòa (khác với bất kỳ quốc gia nào khác ở Đông Nam Á) về cơ bản là sản phẩm của Hoa Kỳ.

Hồ sơ Lầu Năm Góc tiếp tục nhấn mạnh Hoa Kỳ giúp Ngô Đình Diệm và Việt Nam Cộng hòa tồn tại:

- Nếu không có sự ủng hộ của Hoa Kỳ thì Diệm gần như chắc chắn không thể củng cố quyền lực tại miền Nam vào năm 1955 và năm 1956.
- Nếu không có mối đe dọa can thiệp của Hoa Kỳ thì Việt Nam Cộng hòa thậm chí không thể từ chối thảo luận việc tổ chức tổng tuyển cử vào năm 1956 theo Hiệp định Genève mà không bị lực lượng của Việt Minh tàn phá.
- Nếu không có sự viện trợ của Hoa Kỳ trong những năm tiếp theo thì chế độ Diệm và một Việt Nam Cộng hòa độc lập gần như chắc chắn không thể tồn tại.

Hoa Kỳ viện trợ quân sự 28,4 triệu đô la Mỹ thiết bị, vật tư cho chế độ Diệm và đào tạo 32.000 người của Địa phương quân và nghĩa quân với chi phí là 12,7 triệu đô la Mỹ nhằm giúp chế độ Diệm chống lại Mặt trận Dân tộc Giải phóng miền Nam Việt Nam.
Hồ sơ Lầu Năm Góc xác định Edward Lansdale, người từng làm việc cho Cơ quan Tình báo chiến lược và Cơ quan Tình báo Trung ương, là nhân vật chủ chốt trong việc đưa Diệm lên làm tổng thống Việt Nam Cộng hòa và sự hậu thuẫn của Hoa Kỳ cho chế độ Diệm. Trong một bản ghi nhớ năm 1961, Lansdale viết rằng: "Chúng ta (Hoa Kỳ) phải ủng hộ Ngô Đình Diệm cho đến khi một lãnh đạo mạnh mẽ khác có thể thay thế ông ta một cách hợp pháp."

#### Hoa Kỳ ủng hộ đảo chính lật đổ Ngô Đình Diệm

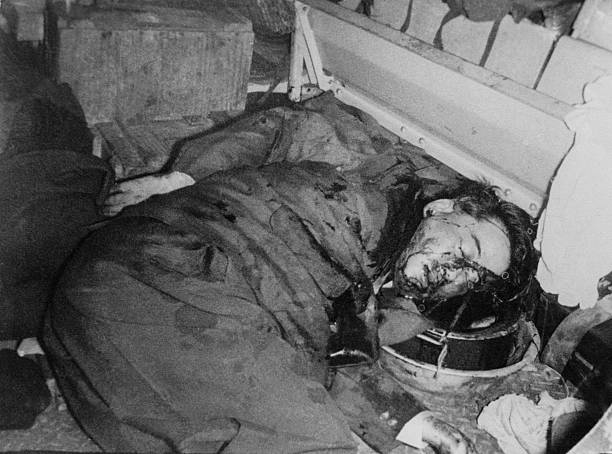
Thi thể của Ngô Đình Diệm sau khi ông bị ám sát trong cuộc đảo chính Việt Nam Cộng hòa 1963 do Hoa Kỳ hậu thuẫn

Theo Hồ sơ Lầu Năm Góc, Hoa Kỳ đóng vai trò chủ chốt trong cuộc đảo chính Việt Nam Cộng hòa 1963 và vụ ám sát Ngô Đình Diệm. Hoa Kỳ một mặt bí mật liên lạc với các tướng lĩnh đang lên kế hoạch đảo chính, mặt khác cắt viện trợ cho Diệm và ủng hộ một chính phủ mới:
Hoa Kỳ phải chấp nhận toàn bộ trách nhiệm trong cuộc đảo chính quân sự lật đổ Ngô Đình Diệm. Bắt đầu từ tháng 8 năm 1963, chúng ta cho phép, chấp thuận và khuyến khích các tướng lĩnh Việt Nam tiến hành đảo chính và bày tỏ sự ủng hộ hoàn toàn cho một chính phủ mới.
Tháng 10, chúng ta dứt khoát cắt viện trợ cho Diệm và bật đèn xanh cho các tướng lĩnh. Chúng ta bí mật liên lạc với họ trong suốt quá trình lập kế hoạch, thực hiện cuộc đảo chính và yêu cầu xét duyệt các kế hoạch, đề xuất chính phủ mới của họ.
Vì vậy, khi chế độ cai trị chín năm của Diệm kết thúc đẫm máu, sự đồng lõa của chúng ta trong cuộc đảo chính làm tăng thêm trách nhiệm và cam kết của chúng ta tại một Việt Nam về cơ bản là không có lãnh đạo.

Ngay từ ngày 23 tháng 8 năm 1963, sĩ quan Cơ quan Tình báo Trung ương Lucien Conein đã gặp các tướng lĩnh Việt Nam đang lập kế hoạch đảo chính lật đổ Diệm.

### Đề xuất hành động quân sự
Giám đốc Tình báo Trung ương John A. McCone đề xuất ba loại hành động quân sự như sau:
- Loại 1 – không kích các trung tâm cung ứng chính của Mặt trận Dân tộc Giải phóng miền Nam Việt Nam, do Không lực Việt Nam Cộng hòa và Không quân Hoa Kỳ tiến hành đồng thời (có mật danh là Chiến dịch Farm Gate).
- Loại 2 – đột kích xuyên biên giới các trung tâm cung ứng chính của Mặt trận Dân tộc Giải phóng miền Nam Việt Nam, do các đơn vị Việt Nam Cộng hòa và cố vấn quân sự Hoa Kỳ thực hiện.
- Loại 3 – không kích hạn chế các mục tiêu ở Việt Nam Dân chủ Cộng hòa bằng máy bay không đánh dấu do phi công không phải người Mỹ lái.

McCone tin rằng những hành động quân sự này sẽ không làm leo thang tình hình vì khối cộng sản sợ leo thang chiến sự với Hoa Kỳ. Trong một bản ghi nhớ gửi tới Johnson vào ngày 28 tháng 7 năm 1964, McCone giải thích:
Đối với hành động loại 1 hoặc loại 2, lực lượng cộng sản địa phương tại các khu vực bị tấn công sẽ phản ứng mạnh mẽ, nhưng chúng tôi tin rằng không có cường quốc cộng sản nào trong cuộc chiến sẽ đáp trả bằng các động thái quân sự lớn nhằm thay đổi bản chất của cuộc xung đột ...
Các cuộc không kích vào chính Việt Nam Dân chủ Cộng hòa (loại 3) sẽ gây ra phản ứng gay gắt hơn từ phía cộng sản so với các cuộc không kích giới hạn vào các mục tiêu ở Lào, nhưng ngay cả trong trường hợp này, nỗi sợ leo thang có thể sẽ ngăn phía cộng sản đáp trả quân sự lớn ...

Một tháng sau sự kiện Vịnh Bắc Bộ, Cố vấn An ninh Quốc gia McGeorge Bundy đề nghị ngừng tiến hành thêm hành động khiêu khích cho đến tháng 10, khi Việt Nam Cộng hòa đủ sức đương đầu với Việt Nam Dân chủ Cộng hòa. Trong một bản ghi nhớ gửi tới Johnson vào ngày 8 tháng 9 năm 1964, Bundy viết rằng:
Vấn đề chính tiếp theo là chúng ta nên thêm các yếu tố vào các hành động trên đến mức độ nào để cố ý kích động phản ứng của Bắc Việt Nam và sự trả đũa của chúng ta.
Một số ví dụ về các hành động có thể xem xét bao gồm Hải quân Hoa Kỳ tiến hành tuần tra ngày càng gần bờ biển Bắc Việt Nam và/hoặc  [sic] liên kết chúng với Chiến dịch 34A.
Chúng tôi tin rằng không nên thêm những yếu tố khiêu khích cố ý như vậy trong ngắn hạn khi Chính phủ Nam Việt Nam vẫn chưa đứng vững. Tuy nhiên, đến đầu tháng 10, chúng ta có thể đề xuất những hành động này tùy thuộc vào tiến độ của Chính phủ Nam Việt Nam và phản ứng của Cộng sản trong thời gian đó, đặc biệt là đối với các cuộc tuần tra của Hải quân Hoa Kỳ.

Quân đội Hoa Kỳ ban đầu đề xuất bay một máy bay trinh sát Lockheed U-2 trên lãnh thổ Việt Nam Dân chủ Cộng hòa, nhưng cuối cùng thay thế bằng những kế hoạch khiêu khích khác.

## Rò rỉ

### Ellsberg gặp Sheehan
Ellsberg đã làm trợ lý cho McNaughton từ năm 1964 đến năm 1965, đã đích thân đóng góp cho công trình vào năm 1967 và được Gelb và Halperin cấp phép đọc bộ hồ sơ vào năm 1969. Sau khi hoàn thành công trình, Ellsberg bắt đầu theo phong trào phản chiến. Tháng 10 năm 1969, ông và người bạn Anthony Russo sao chép bản báo cáo với ý định công bố nó. Ellsberg tiếp cận Cố vấn An ninh Quốc gia Henry Kissinger, Thượng nghị sĩ William Fulbright và George McGovern và những người khác, nhưng không ai quan tâm.
Ellsberg cho các chuyên gia chính sách Marcus Raskin và Ralph Stavins tại Viện Nghiên cứu chính sách xem một số tài liệu. Hai người từ chối xuất bản các tài liệu, nhưng giới thiệu ông với phóng viên Neil Sheehan của tờ báo The New York Times. Ellsberg quen Sheehan khi còn làm việc ở Việt Nam. Ngày 2 tháng 3 năm 1971, Ellsberg đưa 43 tập tài liệu cho Sheehan.

### Sheehan làm bản sao
Ellsberg yêu cầu Sheehan chỉ ghi chép về bộ hồ sơ tại căn hộ của Ellsberg, nhưng Sheehan quyết định sao chép bộ hồ sơ với sự giúp đỡ của vợ ông là Susan. Ông đem bản sao đến Washington D.C. để đọc chúng với một biên tập viên tại khách sạn The Jefferson. Các biên tập viên A. M. Rosenthal và James L. Greenfield gửi bản sao qua đường bưu điện đến căn hộ của Greenfield trước, sau đó Greenfield và vợ ông đem bộ hồ sơ đến khách sạn New York Hilton Midtown và làm việc ngày đêm để sắp xếp, tóm tắt tài liệu cùng với Sheehan, Rosenthal, phó biên tập viên quốc tế Gerald Gold, Allan M. Siegal, Fox Butterfield, Hedrick Smith, EW Kenworthy và nhà nghiên cứu Linda Amster. Sheehan cũng đưa một số bản sao cho Max Frankel, giám đốc văn phòng Washington D.C. của tờ báo và Frankel giúp tờ báo xuất bản bộ tài liệu. Tờ báo tham khảo ý kiến của luật sư trước khi xuất bản. Lord Day & Lord, hãng luật thường trực của tờ báo, khuyên tờ báo không nên công bố bộ hồ sơ, nhưng luật sư nội bộ James Goodale thuyết phục tờ báo rằng Tu chính án thứ 1 Hiến pháp Hoa Kỳ đảm bảo quyền tự do báo chí, bao gồm quyền công bố thông tin bí mật của nhà nước.

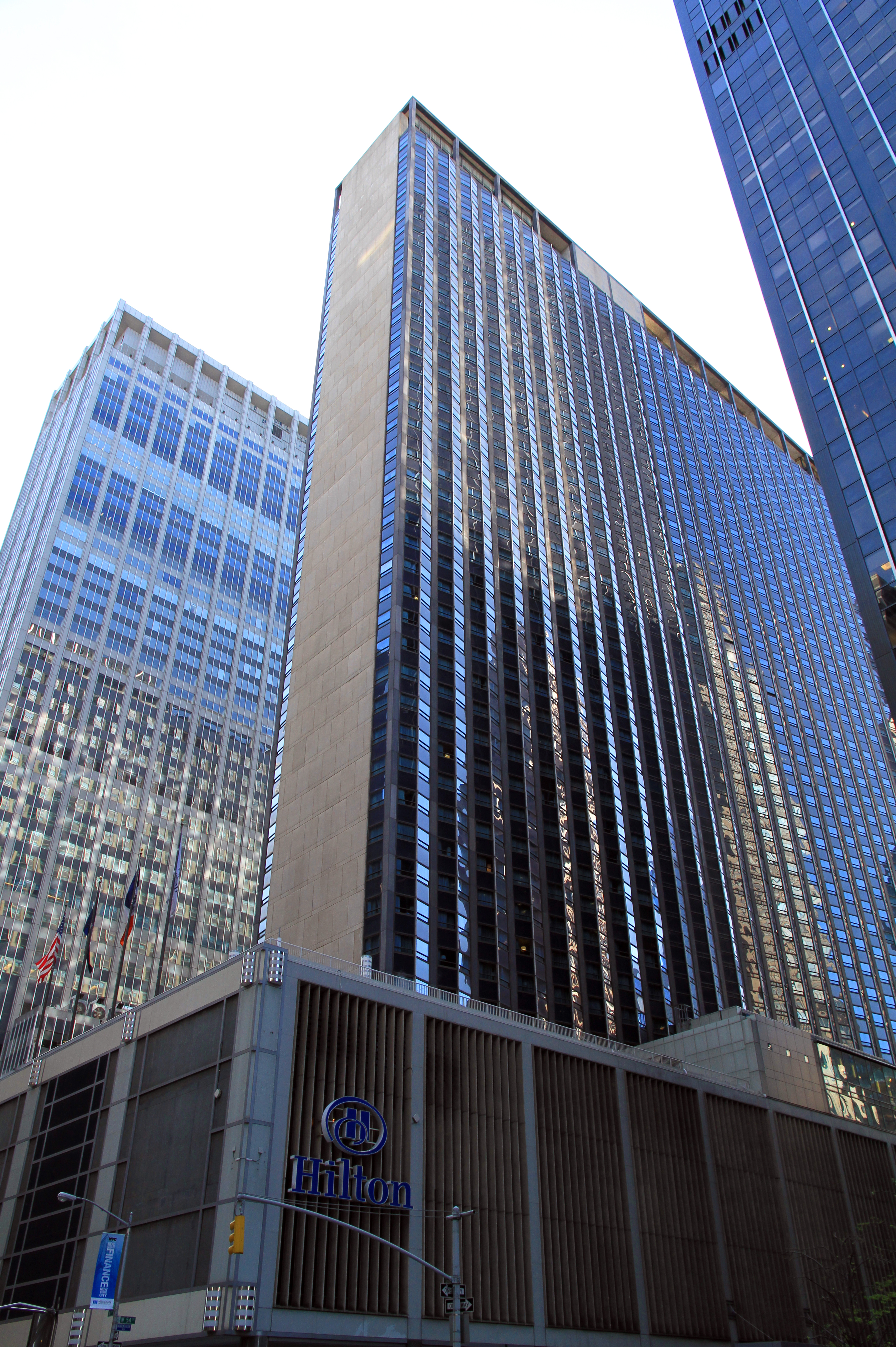
Tòa nhà New York Hilton Midtown, nơi các phóng viên của The New York Times xử lý Hồ sơ Lầu Năm Góc vào năm 1971

### The New York Timesbắt đầu xuất bản
Ngày 13 tháng 6 năm 1971, tờ báo The New York Times bắt đầu xuất bản bộ hồ sơ trong một loạt bài về sự can thiệp của Hoa Kỳ tại Việt Nam. Truyền thông Hoa Kỳ gọi những tài liệu này là Hồ sơ Lầu Năm Góc.

### Quốc hội vào cuộc
Ngày 29 tháng 6, Thượng nghị sĩ Mike Gravel đưa 4.100 trang tài liệu Hồ sơ Lầu Năm Góc vào biên bản của Tiểu ban Môi trường và Công trình công cộng để có thể thảo luận công khai về nội dung của bộ hồ sơ một cách hợp pháp. Howard Zinn và Noam Chomsky biên tập những tài liệu này cho Gravel. Ben Bagdikian, phó biên tập của tờ báo The Washington Post, đưa tài liệu cho Gravel lúc nửa đêm vào ngày 26 tháng 6 trước Khách sạn Mayflower. Tài liệu được tuồn vào văn phòng của Gravel và được các cựu thương binh canh giữ cẩn thận. Sau đó, Gravel cho Beacon Press, một nhà xuất bản tư nhân, xuất bản những tài liệu của mình. Một đại bồi thẩm đoàn liên bang được thành lập để điều tra những hành vi có dấu hiệu hình sự trong việc công bố bộ hồ sơ. Leonard Rodberg, trợ lý của Gravel, bị triệu tập làm chứng về vai trò của ông trong việc công bố Hồ sơ Lầu Năm Góc, nhưng Gravel yêu cầu tòa án hủy bỏ lệnh triệu tập vì vi phạm quyền tự do ngôn luận của nghị sĩ theo Hiến pháp Hoa Kỳ.
Gravel lập luận rằng vì nghị sĩ không thể bị khởi tố vì phát ngôn tại Quốc hội, nên ông không thể bị buộc tội phản quốc vì đưa Hồ sơ Lầu Năm Góc vào biên bản của Quốc hội. Trong vụ Gravel kiện Hoa Kỳ, Tòa án tối cao phán quyết rằng Rodberg được hưởng quyền miễn trừ với tư cách là trợ lý của Gravel, nhưng quyền miễn trừ không được áp dụng trong trường hợp này vì lệnh triệu tập của đại bồi thẩm đoàn liên quan đến bên thứ ba chứ không phải hành vi mà họ thực hiện để đưa bộ hồ sơ vào biên bản của Quốc hội. Tuy nhiên, đại bồi thẩm đoàn đình chỉ cuộc điều tra và không ai bị truy tố về việc công bố Hồ sơ Lầu Năm Góc.

### Nixon kiểm duyệt báo chí
Nixon ban đầu không phản đối việc công bố Hồ sơ Lầu Năm Góc vì nó làm xấu mặt Johnson và Kennedy hơn là chính ông, nhưng Kissinger thuyết phục ông rằng việc im hơi lặng tiếng sẽ tạo tiền lệ xấu về bí mật nhà nước. Cũng có giả thuyết cho rằng Kissinger muốn tách khỏi Ellsberg trong mắt Nixon vì hai người từng làm việc với nhau tại RAND Corporation, ngoài ra Kissinger lo ngại rằng Ellsberg có thể tiết lộ những bí mật quốc phòng khác, bao gồm những mục tiêu tấn công hạt nhân của Hoa Kỳ.:475 Chính quyền cáo buộc Ellsberg và Russo vi phạm Luật Gián điệp năm 1917 vì họ không có thẩm quyền công bố tài liệu mật. Sau khi tờ The New York Times từ chối ngừng xuất bản bộ hồ sơ, Bộ trưởng Tư pháp John N. Mitchell thuyết phục một tòa án liên bang ra lệnh đình bản tờ báo. Tờ báo kháng cáo thành công lệnh đình bản lên Tòa án Tối cao trong vụ New York Times Co. kiện Hoa Kỳ.
Sau khi Ellsberg đưa một phần tài liệu cho Ben Bagdikian, Bagdikian đích thân đến Washington D.C. và trình bày những tài liệu cho tổng biên tập Ben Bradlee tại nhà của ông. Bradlee tập hợp một nhóm nhà văn, luật sư và biên tập viên tại nhà ông để sắp xếp các tài liệu. Ngày 18 tháng 6 năm 1971, tờ báo The Washington Post bắt đầu xuất bản loạt bài viết riêng về Hồ sơ Lầu Năm Góc Trợ lý Bộ trưởng Tư pháp William Rehnquist yêu cầu tờ The Washington Post ngừng xuất bản. Sau khi tờ báo từ chối, Rehnquist yêu cầu tòa án liên bang ra lệnh đình bản tờ báo, nhưng Thẩm phán Murray Gurfein từ chối. Chính phủ kháng nghị quyết định và Tòa án Tối cao đồng ý thụ lý vụ việc chung với vụ kiện của tờ The New York Times. Mười lăm tờ báo khác xuất bản về Hồ sơ Lầu Năm Góc. Tổng cộng có 19 tờ báo sử dụng Hồ sơ Lầu Năm Góc.

### Tòa án tối cao cho phép xuất bản
Ngày 30 tháng 6 năm 1971, Tòa án tối cao phán quyết rằng chính phủ không đáp ứng gánh nặng chứng minh cần thiết để cấm tờ báo The New York Times xuất bản Hồ sơ Lầu Năm Góc.
Chỉ một báo giới tự do và không bị hạn chế mới có thể vạch trần sự lừa dối trong chính phủ một cách hiệu quả. Trách nhiệm cao nhất của báo giới tự do là ngăn chặn chính phủ lừa dối người dân và đưa họ đến những vùng đất xa xôi để chết vì sốt rét và đạn pháo của nước ngoài.— Thẩm phán Hugo Black

### Ellsberg vào vòng lao lý
Ngày 28 tháng 6, Ellsberg đầu thú tại Boston và thừa nhận rằng ông là người tiết lộ bộ hồ sơ cho báo chí. Một đại bồi thẩm đoàn ở Los Angeles ban hành bản cáo trạng truy tố ông về tội ăn cắp và tàng trữ tài liệu mật theo Luật Gián điệp 1917. Ngày 11 tháng 5 năm 1973, Thẩm phán William Matthew Byrne, Jr. tuyên bố hủy bỏ vụ án và bản cáo trạng của Ellsberg và Russo sau khi phát hiện nhiều sai phạm của chính phủ và cơ quan điều tra trong vụ án. Ví dụ: chính quyền Nixon ra lệnh các thuộc cấp đột nhập vào văn phòng bác sĩ tâm thần của Ellsberg nhằm trộm tài liệu về Ellsberg, đề nghị chức giám đốc Cục Điều tra Liên bang cho Byrne như một hình thức hối lộ và tuyên bố đã làm thất lạc hồ sơ về việc nghe lén bất hợp pháp Ellsberg.

## Tác động
Hồ sơ Lầu Năm Góc tiết lộ rằng Hoa Kỳ đã bí mật ném bom Campuchia và Lào, tiến hành các cuộc đột kích ven biển vào Việt Nam Dân chủ Cộng hòa và triển khai Thủy quân Lục chiến. Thông tin chấn động nhất là bốn đời tổng thống (Truman, Eisenhower, Kennedy và Johnson) đánh lừa công chúng về cuộc chiến: Eisenhower phá hoại Hiệp định Genève, Kennedy bật đèn xanh cho cuộc đảo chính lật đổ Ngô Đình Diệm, Johnson can thiệp sâu hơn vào cuộc chiến trong khi cam kết không mở rộng cuộc chiến; trước thềm cuộc bầu cử tổng thống năm 1964, Johnson tuyên bố phản đối ném bom Việt Nam Dân chủ Cộng hòa và cáo buộc đối thủ Barry Goldwater là người muốn ném bom.
Một bản ghi nhớ của Bộ Quốc phòng dưới thời Tổng thống Johnson liệt kê những lý do Hoa Kỳ can thiệp vào Việt Nam:
- 70% – Để tránh một thất bại nhục nhã cho Hoa Kỳ (vì chúng ta phải giữ danh tiếng là quốc gia bảo đảm).
- 20% – Để giữ lãnh thổ [Việt Nam Cộng hòa] (và các vùng lân cận) khỏi tay Trung Quốc.
- 10% – Để cho nhân dân [Việt Nam Cộng hòa] được hưởng một cuộc sống tốt đẹp hơn, tự do hơn.
- CŨNG NHƯ – Để thoát khỏi cuộc khủng hoảng mà không bị vết nhơ từ các phương pháp đã sử dụng.
- KHÔNG PHẢI – Để giúp một người bạn, mặc dù sẽ rất khó để ở lại nếu được yêu cầu rút lui.[9][56][57]

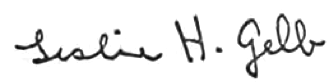
Chữ ký của Leslie H. Gelb trong Hồ sơ Lầu Năm Góc

## Giải mật toàn bộ
Ngày 4 tháng 5 năm 2011, Cục Văn thư và Lưu trữ quốc gia Hoa Kỳ thông báo sẽ giải mật Hồ sơ Lầu Năm Góc và chuyển bộ hồ sơ đến Thư viện và Bảo tàng Tổng thống Richard Nixon ở Yorba Linda, California, vào ngày 13 tháng 6 năm 2011. Bộ hồ sơ cũng được đồng thời công bố tại Thư viện Kennedy và Johnson và Trung tâm Lưu trữ tại College Park, Maryland.